# Paul Sedlmeir

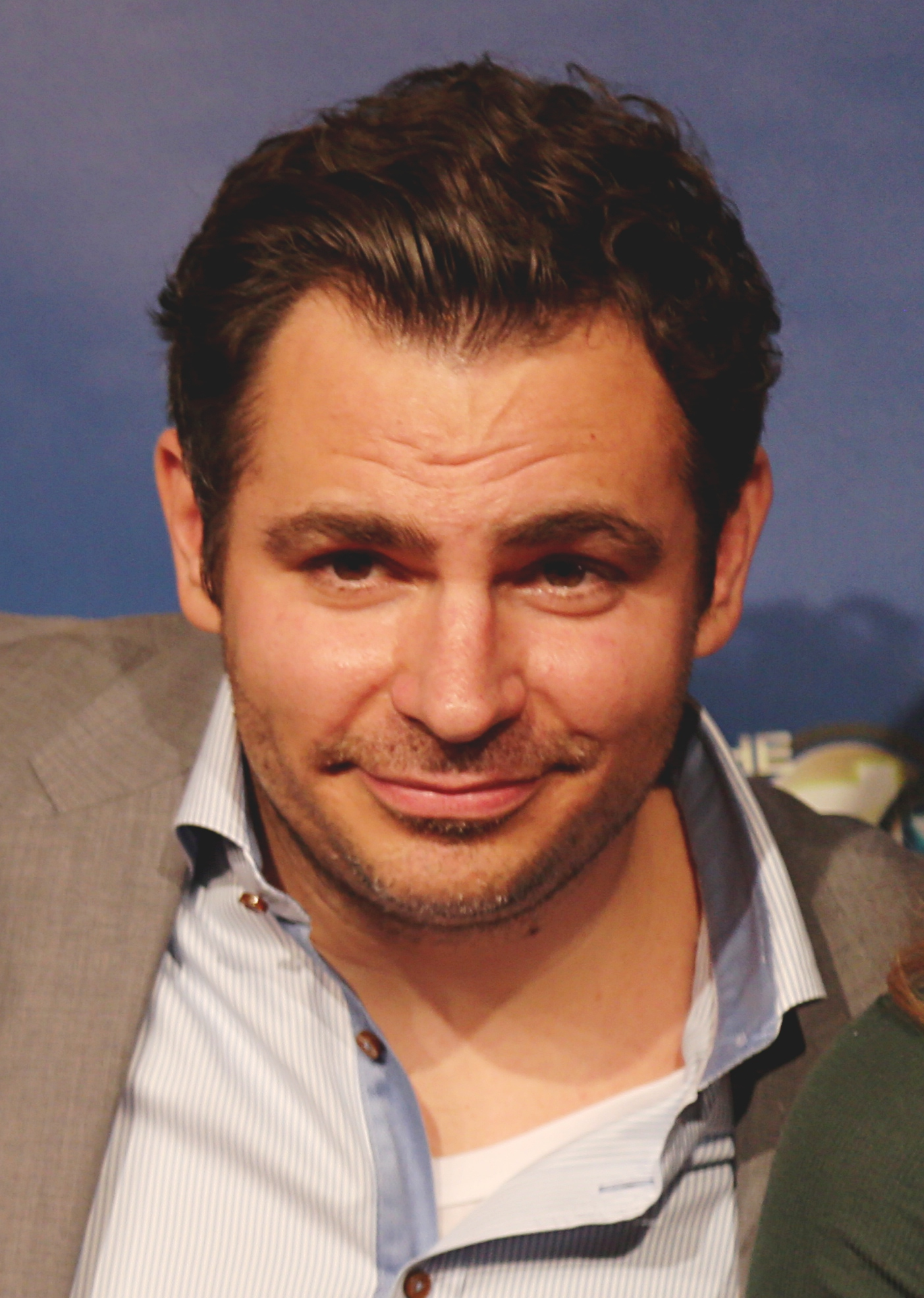
Paul Sedlmeir beim Deutschen Comedypreis 2017

Paul Sedlmeir (* September 1981 in Starnberg) ist ein deutscher Schauspieler und Synchronsprecher. Er gehört zur Schauspielerfamilie Hörbiger. Bekannt wurde er durch seine Rolle in der ARD-Fernsehserie Hubert und/ohne Staller.

## Leben
Paul Sedlmeir ist mütterlicherseits der Urenkel des Schauspielers Paul Hörbiger. Seine Mutter, Manuela Sedlmeir (geb. Tramitz), ist die Schwester des Schauspielers Christian Tramitz. Seine Schwester Maresa Sedlmeir ist ebenfalls als Synchronsprecherin tätig und sein Bruder Pirmin Sedlmeir als Schauspieler.
Außerdem ist seine Großmutter, die Frau des Filmproduzenten Rudolf Tramitz eine geborene Hörbiger.
Schon früh wandte sich Paul Sedlmeir der Synchronisation zu. Erst ein wenig später fing er mit dem Schauspielern an. Anfangs hatte er kleine Auftritte in Fernsehserien und Kurzfilmen, doch seit 2011 spielt er zusammen mit seinem Onkel Christian Tramitz in der ARD-Serie Hubert ohne Staller (anfangs Heiter bis tödlich: Hubert und Staller, bis 2018: Hubert und Staller) mit. Er verkörpert den Polizeimeister Martin Riedl. In der Episode Puzzlespiele war er nicht nur Schauspieler, sondern auch Aufnahmeleiter. Paul Sedlmeir ist auch am Theater tätig.

## Filmografie
- 2007: Hausmeister Krause – Ordnung muss sein, Folge 64: Die Jungfrau
- 2008: Land der Berge
- 2008: Klaus (Kurzfilm)
- 2009: Ficus Benjamini (Kurzfilm)
- seit 2011: Hubert ohne Staller (2011–2018: Hubert und Staller)
- 2013: Hammer & Sichl, Folge 4: Es werde Licht
- 2014: Laxativum Chaotikum (Kurzfilm)
- 2015: Hammer & Sichl, Folge 8–10
- 2016: Harry die Ehre (Serienpilot)
- 2017: Pastewka: Staffel 8, Folge 4
- 2017–2019: Sketch History
- 2019–2020: Schmitz & Family
- 2020–2021: Der Beischläfer (Fernsehserie)
- seit 2020: Binge Reloaded
- 2021: Dahoam is Dahoam
- 2021: Toni, männlich, Hebamme – Gestohlene Träume
- 2022: Die Geschichte der Menschheit – leicht gekürzt

## Synchronrollen (Auswahl)

### Filme
- 2000: Shinsuke Kasai als Danny in One Piece – Der Film
- 2001: Takeshi Aono als Skunk One in One Piece – Abenteuer auf der Spiralinsel!
- 2001: Tetsu Inada als Danny in One Piece – Abenteuer auf der Spiralinsel!
- 2001: Wataru Takagi als Jacko in One Piece – Abenteuer auf der Spiralinsel!
- 2002: Kazuki Yao als Jacko in One Piece – Chopper auf der Insel der seltsamen Tiere
- 2005: Joey Naber als Ahmed in West Bank Story
- 2008: Carmine Paternoster als Roberto in Gomorrha – Reise in das Reich der Camorra
- 2009: Alex Meraz als Paul in New Moon – Biss zur Mittagsstunde
- 2009: Austin Butler als Jake Pearson in Die Noobs – Klein aber gemein
- 2009: Kiowa Gordon als Embry Call in New Moon – Biss zur Mittagsstunde
- 2010: Alex Meraz als Paul in Eclipse – Biss zum Abendrot
- 2010: Tom Allen als Vintner in Immer Drama um Tamara
- 2011: Alex Meraz als Paul in Breaking Dawn – Biss zum Ende der Nacht, Teil 1
- 2011: Austin Butler als Peyton Leverett in Sharpay’s fabelhafte Welt
- 2011: Don Wycherley als Father Hanley in Pentecost
- 2012: Chris McGarry als Danny in Lawless – Die Gesetzlosen
- 2012: Jason Langley als Matthias in Die Tore der Welt
- 2015: Charlie Day als Chad in Vacation – Wir sind die Griswolds

### Serien
- 2006: Lincoln Lewis als Andre in Meine peinlichen Eltern (Folge Der Traum vom Surfen)
- 2006: Robert Boothby als Corey in Friday Night Lights (Folge Quarterback Voodoo)
- 2006: Edward Herndon als Aaron in Friday Night Lights (Folge Pure Eifersucht)
- 2007: Ryan Ciardo als Chuck Pierce in Friday Night Lights (Folge Auf eigene Faust)
- 2007: Eric Krueger als Dan in Friday Night Lights (Folge Ich denke wir sollten Sex haben)
- 2007: Armonn Livingston als Emil in The Game (Folge Tashas Büro)
- 2007: Nick von Esmarch als Ty Savage in The Game (Folgen 18, 28, 30)
- 2007: Milt Kogan als Reporter in The Game (Folge Mit Jerome im Hier und Jetzt)
- 2007: Austin Butler als Derek Hanson in Hannah Montana (Folge Geschwister–Zwist)
- 2007–2008: Seth Gabel als Jeremy Darling in Dirty Sexy Money (Folgen 1–23)
- 2008: Preston Flagg als Daryl in Friday Night Lights (Folge Die Kunst der Überzeugung)
- 2008: Austin Butler als James Garrett in Zoey 101 (Folgen 37, 55–63)
- 2008–2010: Daniel Samonas als Dean Malone in Die Zauberer vom Waverly Place (Folgen 22–28, 49, 85)
- 2009: Austin Butler als Rutger Murdoch in Zeke und Luther (Folge Der Rivale)
- 2010: Sonny Castillo als Typ #2 in Friday Night Lights (Folge Ein Ding der Unmöglichkeit)
- 2010: Michael Bishop als Carroll–Park–Typ in Friday Night Lights (Folge Verletzung ausgeschlossen)
- 2010: Michael Monken als MacGruder in Die Zauberer vom Waverly Place (Folgen 63,69)
- 2010: Jody Latham als Harry Hurst in Die Tudors (Folgen 35–36)
- 2010: Pierre Björkman als Gustav Högg in Maria Wern, Kripo Gotland (Folge Totenwache)
- 2010: Jerzy Gwiazdowski als Ryan in Law & Order: Special Victims Unit (Folge Die Liste)
- 2011: Jonathan Gilford als Spieler #2 in Friday Night Lights (Folge Coach, bleib da!)
- 2012: Hirofumi Nojima als Axel Blaze in Inazuma Eleven (alle Folgen)
- 2012–2014: Damon Wayans, Jr. als Brad Williams in Happy Endings
- 2012–2015: Dino Stamatopoulos als Sternbacke in Community (alle Folgen)
- 2014–2017: JR Lemon als Kenny in The Night Shift
- 2018: Daisuke Namikawa als Gilbert „Bougainvillea“ in Violet Evergarden
- 2019: Edward Fordham Jr. als Kyle in Dead to Me
- 2022: Zach Braff als Freck in Obi-Wan Kenobi (Episode 1x03)
- 2022: Kunal Nayyar als Aadesh Kapoor in Suspicion
- seit 2022: Ismael Cruz Córdova als Arondir in Der Herr der Ringe: Die Ringe der Macht

## Theaterrollen (Auswahl)
| Jahr(e)   | Titel                               | Regie          | Produktion                           |
| --------- | ----------------------------------- | -------------- | ------------------------------------ |
| 2009–2010 | Living with Lady Macbeth (englisch) | Anja Großklaus | America House München                |
| 2010      | Savage in Limbo (englisch)          | Heiner Mohnen  | Teamtheater München                  |
| 2010–2012 | Citythriller                        | H. Welper      | Interaktives Krimispiel (bundesweit) |